# مزرعه ۲۲ بهمن
مزرعه ۲۲ بهمن یک منطقهٔ مسکونی در ایران است که در بخش مرکزی شهرستان بردسیر واقع شده‌است.